# Prowincja św. Antoniego z Padwy i bł. Jakuba Strzemię Zakonu Braci Mniejszych Konwentualnych w Krakowie
Prowincja św. Antoniego z Padwy i bł. Jakuba Strzemię Zakonu Braci Mniejszych Konwentualnych w Krakowie − jedna z trzech aktualnie istniejących prowincji Zakonu Braci Mniejszych Konwentualnych − franciszkanów − w Polsce.
Patronami prowincji są: św. Antoni z Padwy i bł. Jakub Strzemię. Siedzibą prowincjała jest klasztor w Krakowie przy ul. Żółkiewskiego 14. Seminarium prowincjalne ma swoją siedzibę w klasztorze w Krakowie na ul. Franciszkańskiej 4. Franciszkanie tej prowincji opiekują się sanktuariami maryjnymi w Kalwarii Pacławskiej i w Rychwałdzie.
Bracia z tej prowincji pracują na misjach: w Uzbekistanie, na Ukrainie, w Paragwaju, w Peru, Boliwii, na Słowacji, w Albanii, oraz w takich krajach jak: Wielka Brytania, Austria, Czechy, Kenia, Rosja, Stany Zjednoczone, Uganda, Węgry i Włochy.

## Utworzenie prowincji
Prowincja ta korzeniami sięga pierwszej fundacji franciszkańskiej na ziemiach polskich, mianowicie fundacji krakowskiej w 1237. Założony wówczas klasztor istnieje nieprzerwanie do czasów współczesnych. W 1238 dom ten należał do prowincji czesko-polskiej zakonu. W XIII w. prowincja ta posiadała w Polsce trzy kustodie: krakowską, kujawską, zwana później gnieźnieńską i górnośląską. Po wojnach husyckich utworzono w 1517 prowincję polską. Siedzibą prowincjała stał się Kraków.

## Prowincjałowie
- o. Anzelm Kubit[4] (lata 30.)[5][6][7][8]
- o. Wincenty Boruń (od 1939)[9]

Po zakończeniu II wojny światowej prowincjałem został wybrany o. Wojciech Zmarz, zastępując dotychczasowego komisarza generalnego. W 1953 prowincjałem został o. Ireneusz Żołnierczyk. W 1960 prowincjałem był o. Wojciech Zmarz, w dalszych latach 60. prowincjałem był o. Cecylian Niezgoda, a pod koniec lat 60. o Ludwik Szetela. 
Do 1996 przez siedem lat (dwie kadencje) prowincjałem był o. Zdzisław Gogola. 23 maja 1996 prowincjałem został wybrany o. Stanisław Strojecki. Od 2000 do 2008 prowincjałem był o. Kazimierz Malinowski. Do 2016 prowincjałem był o. Jarosław Zachariasz OFM Conv. W marcu 2016 prowincjałem został wybrany o. Marian Gołąb OFMConv. W kwietniu 2024 nowym przełożonym prowincji krakowskiej został o. Mariusz Kozioł OFMConv.

## Klasztory w Polsce

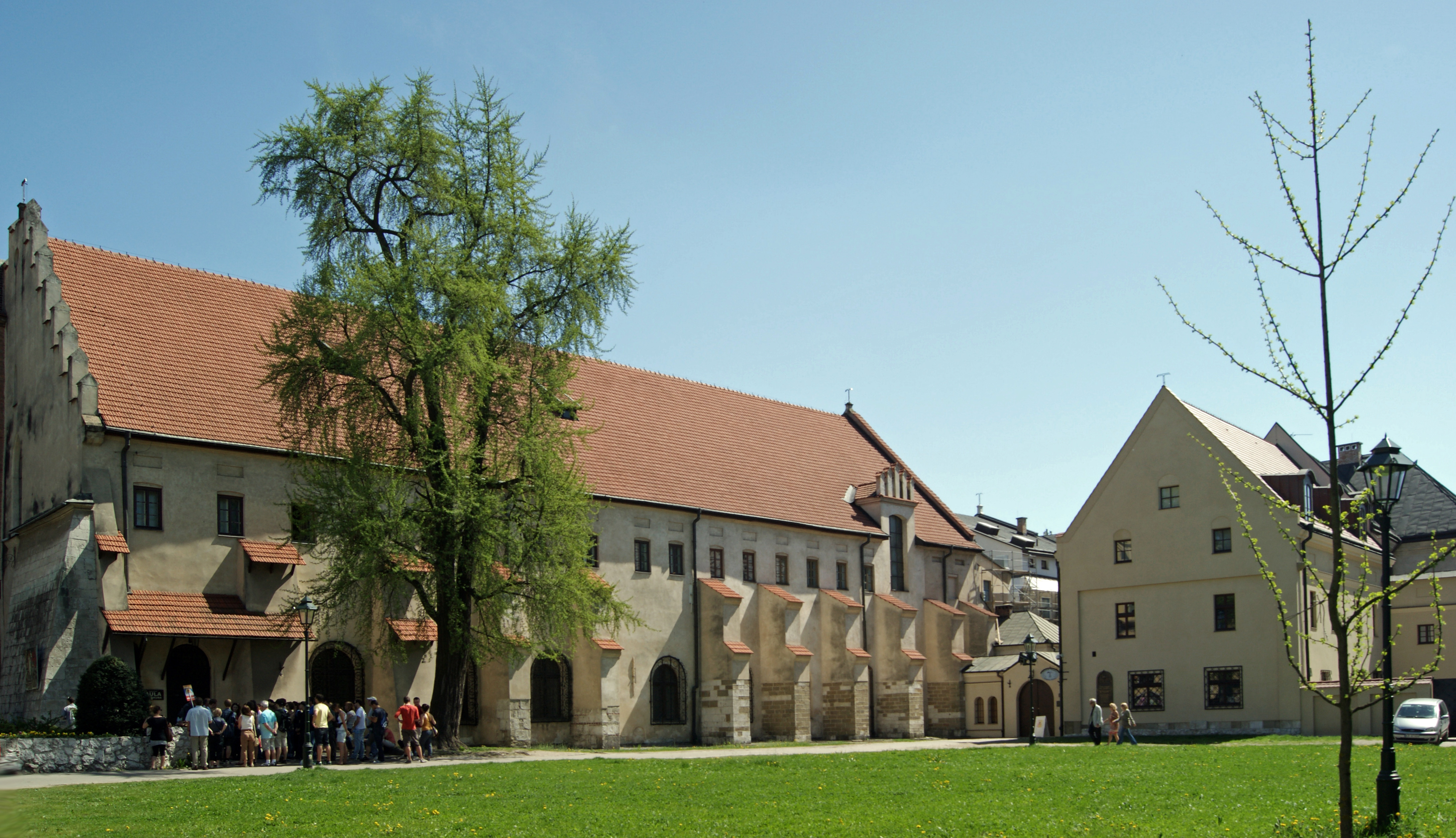
Klasztor św. Franciszka w Krakowie

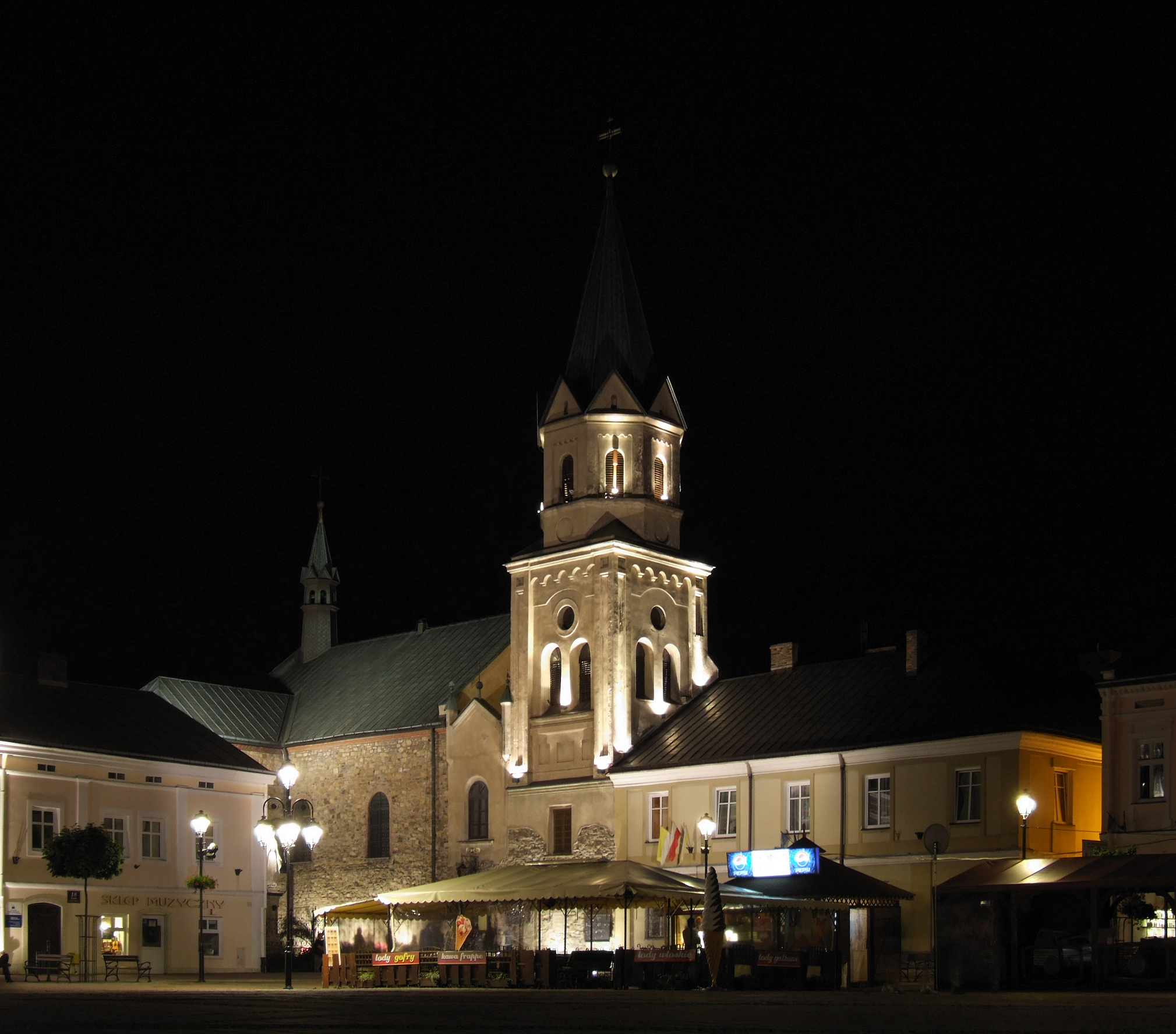
Kościół oraz klasztor franciszkanów w Sanoku (w nocnej szacie)

Obecnie prowincja krakowska św. Antoniego z Padwy i bł. Jakuba Strzemię posiada na terenie Polski 26 placówek zakonnych:
- Chęciny – Klasztor pw. Podwyższenia Krzyża Świętego
- Dąbrowa Górnicza – Kościół św. Antoniego (Parafia św. Antoniego z Padwy)
- Głogówek – Kościół św. Franciszka
- Głowienka (Parafia św. Maksymiliana Kolbego)
- Harmęże (Parafia Matki Bożej Niepokalanej)
- Horyniec-Zdrój (Parafia Niepokalanego Poczęcia Najświętszej Maryi Panny)
- Jasło – Kościół i klasztor Franciszkanów (Parafia Świętego Antoniego Padewskiego)
- Kalwaria Pacławska (Parafia Znalezienia Krzyża Świętego)
- Kowary (Parafia Imienia Najświętszej Maryi Panny)
- Kraków – Kościół św. Franciszka z Asyżu
- Krosno – Kościół i Klasztor oo. Franciszkanów (Parafia Nawiedzenia Najświętszej Maryi Panny)
- Legnica – Kościół św. Jana Chrzciciela (Parafia św. Jana Chrzciciela)
- Lublin – Klasztor pw. bł. Jana Dunsa Szkota
- Lubomierz – Kościół św. Józefa Oblubieńca (Parafia św. Józefa Oblubieńca)
- Lwówek Śląski (Parafia św. Franciszka z Asyżu)
- Pieńsk (Parafia św. Franciszka z Asyżu)
- Przemyśl (Parafia św. Marii Magdaleny)
- Radomsko – Sanktuarium Matki Bożej Bolesnej
- Rychwałd – Sanktuarium Matki Bożej Rychwałdzkiej w Rychwałdzie (Parafia św. Mikołaja)
- Sanok – Kościół i klasztor Franciszkanów (Parafia Podwyższenia Krzyża Świętego i Matki Bożej Pocieszenia)
- Szklarska Poręba (Parafia Bożego Ciała)
- Wrocław (Parafia św. Karola Boromeusza)
- Zielona Góra (Parafia św. Franciszka z Asyżu)

## Placówki zagraniczne
Poza granicami Polski do prowincji należą następujące klasztory i misje:
- Niemcy: Blieskastel, Bogenberg, Ludwigshafen-Oggersheim, Neustadt an der Waldnaab, Ratingen
- Paragwaj: Asuncion, Guarambare,  Aregua
- Peru: Lima, Pariacoto, Chimbote
- Stany Zjednoczone: Algonquin, Rockford
- Uganda: Kakooge, Matugga, Munyonyo
- Ukraina: Bołszowce (Sanktuarium Nawiedzenia NMP), Boryspol, Krzemieńczuk, Lwów (Kościół św. Antoniego), Maćkowce
- Uzbekistan